# René Putzeys
Rene Putzeys, luksemburški politik, * 30. januar 1931, † 23. avgust 2011.
Putzeys je bil župan Pétanga.

## Odlikovanja in nagrade
Leta 1993 je prejel častni znak svobode Republike Slovenije z naslednjo utemeljitvijo: »za zasluge in osebni prispevek k mednarodnemu priznanju Republike Slovenije in za dejanja v njeno dobro«.